# Llorenç Soler i de los Mártires
Llorenç Soler i de los Mártires (València, 19 d'agost de 1936 - Barcelona, 8 de novembre de 2022), també conegut com a Lorenzo Soler, fou un director i guionista de cinema valencià, especialitzat en documentals i considerat un dels precursors del cinema documental social i independent durant el franquisme i la Transició.

## Biografia
De la mà de Pere Portabella de l'Escola de Barcelona i amb l’objectiu d'iniciar-se en el món de la didàctica del cinema, junts faran a finals del 1972 un curs de cinema a l'Institut del Teatre, on va conèixer a qui serà el seu alumne durant aquells dies però company i amic per la resta de la seva vida: Martí Rom. De 1984 a 1986 va treballar a Televisió de Catalunya col·laborant en programes culturals com Galeria oberta o Trosssos.
Soler feu docència relacionada amb la seva especialitat i fou autor de diversos llibres sobre aquesta temàtica. La seva tasca audiovisual comprèn les facetes de director cinematogràfic, director de fotografia en cinema i vídeo i realitzador de vídeo i televisió. Llorenç Soler va assistir el maig de 2022 en una sessió d'homenatge al Festival Internacional de Cinema Documental de Barcelona. Morí el 8 de novembre de 2022 a Barcelona, als 86 anys.

## Filmografia
- 52 domingos (1966)[3]
- D'un temps, d'un país (1968)
- El largo viaje hacia la ira (1969)
- Carnet de identidad (1969)
- El autoparlante (1970)
- Filme sin nombre (1970)
- Seamos obreros (1970)
- Noticiario RNA (1970)
- Sobrevivir en Mauthausen (1975)
- Cantata de Santa Maria Iquique (1975)
- Gitanos sin romancero (1976)
- I Seminario de Arquitectura en Compostela (1976)
- Votad, votad, malditos (1977)
- Antisalmo (1977)
- Gitanos sin romancero (1976, documental sobre l'assentament gitano a O Vao, Pontevedra)
- Autopista, unha navallada a nossa terra (1977)
- O Monte e noso (1978)
- Com un adéu (com a director de fotografia, 1982)
- El viatge a l'última estació (director de fotografia, 1983)
- Xaus en acción (1988)
- Cada tarde a las cinco (1989)
- Gitanos de San Fernando de Henares (1991)
- Cuba 1991 (1991)
- Santiago en el camino (1992)
- El hombre que sonreía a la muerte (1993)
- L'oblit del passat (1994-1996, sèrie documental que mostra el deteriorament del patrimoni artístic als pobles mediterranis)
- Saïd (1999)
- Els Joglars según Dalí (1999)
- Francesc Boix, un fotògraf a l'infern (2000, biografia del fotògraf Francesc Boix)
- Lola vende cá (2002)
- La família de Kenia (2005)
- Del roig al blau (2005)
- Vida de família (2007)
- Ser Joan Fuster (2008)
- Monólogos de un hombre incierto (2010)
- Los náufragos de la casa quebrada (2011)
- Memento (2019)

## Obra publicada
- Historia crítica y documentada del cine independiente en España (1955-1975, però publicat el 2003, escrit amb Joaquim Romaguera)
- La televisión, una metodología para su aprendizaje, Barcelona, Gustavo Gili, 1984, ISBN 84-252-1361-4.
- Los hilos secretos de mis documentales, Barcelona, CIMS 97, 2002, ISBN 84-8411-053-2

## Premis
- Premi Nacional de Turisme amb Els Pirineos de Lérida (1965)[3]
- Palmera de Bronze a la XIX edició de la Mostra de València per Saïd